# 僕のスーパーハーレム銭湯 〜乙女のなかに男は僕だけ〜
『僕のスーパーハーレム銭湯 〜乙女のなかに男は僕だけ〜』は、鳳まひろによる日本の成人向け漫画。

## あらすじ
夏休みに銭湯でバイトすることになった将一。そこで将一は複数の美女とエッチをすることとなった。

## 登場人物
将一
主人公。童貞だったが、銭湯で様々な女性と肉体関係を持つようになる。
坂崎優
将一の幼馴染。小学生の頃は将一よりも背が高かった。作中で将一の初体験の相手。
坂崎朱
優の従姉妹。作中でも随一の爆乳で作業着の浴衣のサイズが合っておらず、乳首が見えるほど。身持ちは固く処女であったが将一と結ばれて処女喪失を体験する。
遥
優の従姉妹。朱に「姉さん」と呼ばれていることから年上の模様で遥も自分が年長だと言っている。小柄で童顔であることを気にしており、恋愛経験はなかったが、晴れて将一とセックスをする。
凛子
銭湯の常連客。朱とも顔見知りで気兼ねなく会話する仲。臭い物が好きな酒好き。酔っぱらっていることが多いことから素面であったときは名前ではなく「素面」とよばれた。従業員ではないが付き合いの長さから銭湯の仕事に口をはさみ、実際に参考にされることもある。性の知識に長けているが将一とエッチをするまでは処女だった。
湊
従業員。将一曰く、剛毛。遥からは銭湯のショーガールと認められている。
奏
従業員。将一曰く、愛撫のテクが凄すぎる。

## 書籍情報
- 鳳まひろ『僕のスーパーハーレム銭湯 〜乙女のなかに男は僕だけ〜』株式会社ジーオーティー、全1巻[20]。